# Arocle Datti
Arocle Datti detto Rorò (Valmontone, 1895 – Roma, 1982) è stato uno stilista italiano.

## Biografia
A dodici anni inizia a lavorare a Roma, nel laboratorio dei Fratelli Zaila e nel 1909 passa alle dipendenze di Giacomo Foà.
Nel 1919 apre il suo atelier in Corso Umberto I, in società con Ferdinando Foà. 
Frequentano il suo atelier molti artisti e intellettuali del tempo, dai pittori Giacomo Balla, Carlo Carrà, Filippo Tommaso Marinetti e Antonio Mancini, che offrono tele in cambio di abiti, a Giuseppe Ungaretti, Giovanni Papini e Anton Giulio Bragaglia. Nel dopoguerra, tra i suoi clienti si annoverano Renato Guttuso, Mino Maccari, Cesare Zavattini e Totò.
Nel 1955 la sartoria viene trasferita in via del Tritone e Arocle viene affiancato dal figlio Massimo che, appena ventenne, riesce a dare una nuova impronta all’atelier. 
Nel 1957 sbarca in America con le sue sfilate e nel 1958, insieme a Brioni, partecipa a una serie di manifestazioni di moda negli Stati Uniti, promosse dal Ministero del commercio estero e dal Centro romano d’Alta Moda. In America veste Dwight David Eisenhower, John Ford e Erich Kleiber. Riscontra un discreto successo anche in Europa, soprattutto in Germania e Paesi Bassi. 
È famoso per il taglio dei frac e per i completi da uomo, in cui combina la ricerca per la morbidezza e la funzionalità dell'abito. 
Nel 1969, a Firenze, partecipa insieme ad altre case di moda maschile alle sfilate nella Sala Bianca di Palazzo Pitti. 
Dal 1972, anno di nascita di Pitti Uomo, comincia a sfilare con le sue creazioni inizialmente all’Hotel Villa Medici, poi a Palazzo Strozzi, al Grand Hotel, all’Hotel Majestic, al Palazzo degli Affari e infine, verso la fine del 1983, alla Fortezza da Basso. 
Tra il 1960 e il 1963 si sviluppa il marchio Datti Roma di Massimo Datti, prodotto dalla Hitman di Nino Cerruti.